# Leiknir Fáskrúðsfirði
Leiknir Fáskrúðsfirði is een sportclub uit Fáskrúðsfjörður (Búðir) in het oostelijke puntje van IJsland. De club werd in 1940 opgericht en kent afdelingen in onder andere voetbal, handbal, volleybal, atletiek en zwemmen. De clubkleuren zijn rood-wit.

## Geschiedenis

### Voetbal
De voetbalafdeling speelt de wedstrijden op Búðagrund en later ook in de Fjarðabyggðarhöllin in Reyðarfjörður.
De voetbalafdeling promoveerde in 2014 promoveerde Leiknir F. naar de 2. deild karla, het derde niveau in IJsland. Aan het einde van de competitie mocht men opnieuw promotie vieren, want het eindigde als tweede achter regiogenoot Huginn. In 2016 zou Leiknir F. dan ook uitkomen op het tweede niveau en het kreeg daarbij gezelschap van twee clubs uit de provincie Austurland: Huginn en Fjarðabyggð. Met behulp van een houdini-act lukt het Leiknir om het behoud te verzekeren ten koste van de andere twee clubs uit Austurland. Het seizoen erop, in 2017, moest het wel zijn meerdere erkennen in de andere clubs en degradeerden de rood-witten naar de 2. deild karla. 
Na twee seizoenen in de 2. deild karla keerde Leiknir terug in de tweede voetbalklasse middels het behalen van het kampioenschap. Toen duurde het avontuur slechts een jaar. 

## Fusie standaardelftal
In 2022 kwam Knattspyrnufélag Austfjarða tot stand, een fusie van de standaardelftallen van Leiknir F. en KF Fjarðabyggð om het voetbal in de gemeente Fjarðabyggð en de regio Austurland naar een hoger niveau te tillen. KFA ging voor het eerst van start in de competitie waar Leiknir F. voor het laatst actief was, de 2. deild karla.
De vereniging Leiknir F. bleef wel apart bestaan, evenals de jeugdafdelingen in het voetbal.